# Iris Minich
Iris Minich (* 1970 in Berlin) ist eine deutsche Schauspielerin und Sprecherin in den Bereichen Performance, Theater, Hörfunk, Film und Fernsehen.

## Leben
Iris Minich wuchs in Berlin auf. Sie studierte von 1989 bis 1993  Schauspiel an der Universität der Künste Berlin und war danach Ensemblemitglied am Schauspielhaus Düsseldorf. Seit 1996 wirkt sie  als freischaffende Schauspielerin und Performance-Künstlerin im deutschsprachigen Raum sowie als Sprecherin von Radiosendungen, Hörspielen und Videospielen.
Als Theaterschauspielerin führten sie Engagements und Gastspiele unter anderem ans Schauspielhaus Hamburg, Thalia Theater, Schauspiel Hannover, Theater Bremen, Schauspiel Köln, Theater Oberhausen, Schauspielhaus Zürich und an die Volksbühne Berlin. Dabei arbeitete sie mit Regisseuren zusammen wie Dimiter Gotscheff, Frank Castorf (in Berlin Alexanderplatz),  Monika Gintersdorfer, Stefan Pucher und Angela Richter.
Zusammen mit ihrem Lebenspartner, dem Künstler Arvild J. Baud, gründete sie 2009 in Hamburg das Performance-Kollektiv Jajaja mit Produktionen u. a. auf Kampnagel in Hamburg. Ihre Werke sind eine multimediale Mischung aus Theater, Performance, Film und Visual Sound Art. Aktuell (Stand 2020) ist Minich vor allem als darstellende Künstlerin im Rahmen von Performancen-Projekten tätig, z. B. bei  Intervisions und Thealit.
Außerdem wirkte sie in vielen Film- und Fernsehproduktionen mit, beispielsweise in den Fernsehserien Polizeiruf 110, Aktenzeichen XY … ungelöst oder Die Albertis, sowie in den Kino-Filmen Die Rote Zora und Rückenwind.
Minich ist Mitbegründerin des Kunstvereins 2025 Kunst und Kultur e. V. Sie lebt seit 2002 mit ihrem Lebenspartner und dem gemeinsamen Sohn in Hamburg.

## Filmografie

### Kinofilme
- 2008: Die Rote Zora
- 2009: Rückenwind

### Fernsehproduktionen
- 2013: Aktenzeichen XY... ungelöst (Fernsehserie, 6 Episoden)
- 2009: SOKO Wismar (Fernsehserie, 1 Episode)
- 2006: Da kommt Kalle (Fernsehserie, 1 Episode)
- 2005: Die Albertis (Fernsehserie)
- 1999: Bella Block (Fernsehserie, 1 Episode)
- 1994: Die Wache (Fernsehserie, 1 Episode)
- 1993: Polizeiruf 110: In Erinnerung an … (Fernsehreihe)

## Sprecherin bei Hörspielen
- 1992: Der Streit. Regie: Ulrike Brinkmann. RIAS
- 1994: Wir ganz allein. Regie: Robert Matejka. SR
- 1994: Ürüng-Uolan und Nurullan Ko. (aus der Reihe: Märchen und Sagen aus den Kulturen der Welt) Regie: Ulrike Brinkmann. DLR
- 1994: Unten am Fluß. (Folgen 8 bis 12) Regie: Ulrike Brinkmann. DLR
- 1996: Burn out. Regie: Klaus Wirbitzky. WDR
- 1996: Blut am Schuh. (2 Teile) Regie: Leonhard Koppelmann. WDR
- 1996: Kein Brunx für Meier Zwo. Regie: Frank E. Hübner. WDR
- 1998: Javanische Schatten. Regie: Stefan Dutt. NDR
- 2008: Schwarze Jungfrauen. Regie: Leonhard Koppelmann. NDR
- 2009: Nachricht an alle. (2. Teil) Regie: Leonhard Koppelmann. DLR
- 2009: Kein Feuer so heiß. (aus der Reihe: Radio-Tatort) Regie: Stefan Dutt. SR
- 2010: Warteraum Zukunft. Regie: Leonhard Koppelmann. NDR
- 2011: Lipshitz. Regie: Barbara Meerkötter. NDR
- 2015: Kabinett Alter Ego. Regie: Mariola Brillowska. WDR
- 2016: Die Gaumler. Regie: Mariola Brillowska und Günter Reznicek. WDR
- 2019: Institut Elektra. Der große Showdown zwischen Töchtern und Müttern. (aus der Reihe: Erbfolge) Regie: Mariola Brillowska. WDR
- 2019: Projekt Paradies. (aus der Reihe: Radio-Tatort) Regie: Andrea Getto. NDR